# Barry Nelson
Barry Nelson (* 16. April 1917 in San Francisco, Kalifornien; † 7. April 2007 in Bucks County, Pennsylvania; eigentlich Robert Haakon Nielsen) war ein US-amerikanischer Schauspieler. In Erinnerung blieb er insbesondere als erster Darsteller des Geheimagenten James Bond, in einer Fernsehadaption des Romans Casino Royale von Ian Fleming aus dem Jahr 1954.

## Leben
Nelson begann seine Schauspielkarriere im Alter von 15 Jahren mit der Darstellung eines 80-jährigen Mannes. Nach seinem Abschluss an der University of California, Berkeley im Jahr 1941 erhielt er einen Vertrag des MGM-Studios. Nelsons erste Filmrolle war die Figur des Reporters Paul Clark in Der Schatten des dünnen Mannes (1941) mit William Powell, Myrna Loy und Donna Reed. Dieser schloss sich im selben Jahr die Rolle des Lew Rankin in dem Film noir Kriminalfilm Der Tote lebt mit Robert Taylor und Lana Turner an.
Während seines Militärdienstes im Zweiten Weltkrieg hatte Nelson 1943 sein Debüt am Broadway in der Hauptrolle des Bobby Grill in Moss Harts Stück Winged Victory. Seine nächste Rolle am Broadway war die des Peter Sloan in Harts sehr erfolgreichem Stück Light Up the Sky (1948). In einer weiteren Broadway-Rolle spielte Nelson 1941 in The Rat Race. Ab Ende der 1940er-Jahre drehte er wieder vermehrt in Hollywood, wo er unter anderem eine Doppelrolle in dem von Ed Gardner produzierten Film noir The Man with My Face (1951) übernahm.
Nachdem die Filmrechte an dem Roman Casino Royale 1954 an Gregory Ratoff verkauft worden waren, wurden sie der CBS für die Produktion einer Fernsehserie vermittelt. Nelson wurde 1954 in einer von William H. Brown Jr. verantworteten Folge der vom Sender CBS von 1954 bis 1958 produzierten Fernsehserie Climax! der erste Bond-Darsteller, acht Jahre vor Sean Connery in Dr. No. Mit dem vertrauten Bild des Kino-Bonds hatte die Produktion aus dem Jahr 1954 nur sehr wenig gemein. Er war gemäß Handlung Amerikaner, wurde „Jimmy“ gerufen und arbeitete für die Combined Intelligence, eine Anspielung auf die CIA. Nelson ist bis heute der einzige Amerikaner, der die Figur des James Bond darstellte. Seinen Gegenspieler Le Chiffre stellte Peter Lorre dar.
Nelson trat in den 1960er Jahren regelmäßig im US-amerikanischen Fernsehen auf, unter anderem in Alfred Hitchcock Presents, der Serie Twilight Zone und den Ärzteserien Ben Casey und Dr. Kildare. Er trat in der erfolgreichen CBS-Show What’s My Line? (in Deutschland adaptiert als Was bin ich?) zunächst als Gast auf und wirkte dort später wiederholt als Mitglied des „Rateteams“ mit. Nelson absolvierte in späteren Jahren nur noch wenige Filmauftritte, eine Ausnahme bildete seine Darstellung des Hoteldirektors Stuart Ullman in Stanley Kubricks Horrorfilm Shining. Seinen letzten Auftritt am Broadway hatte er 1986 in dem Hitmusical 42nd Street.
Nelson war zweimal verheiratet: Nach einer geschiedenen Ehe mit der Schauspielerin Teresa Celli (1923–1999) zwischen 1951 und 1965 heiratete er Nansilee Hoy am 12. November 1992, mit der er bis zu seinem Tod zusammenlebte und zwischen seinen Wohnsitzen in New York und Frankreich pendelte. Nelson besuchte regelmäßig Veranstaltungen zum amerikanischen Bürgerkrieg.
Barry Nelson starb neun Tage vor seinem 90. Geburtstag in Pennsylvania.

## Filmografie (Auswahl)
- 1938: Comet Over Broadway
- 1941: Der Schatten des dünnen Mannes (Shadow of the Thin Man)
- 1941: Der Tote lebt (Johnny Eager)
- 1942: Die Spur im Dunkel (Eyes in the Night)
- 1942: Dr. Kildare’s Victory
- 1942: Rio Rita
- 1942: Don’t Talk (Kurzfilm)
- 1943: Und das Leben geht weiter (The Human Comedy)
- 1943: Kampf in den Wolken (A Guy Named Joe)
- 1943: Bataan
- 1944: Winged Victory
- 1947: The Beginning or the End
- 1948: Engel der zehnten Straße (Tenth Avenue Angel)
- 1951: The Man with My Face
- 1952: The Hunter (Fernsehserie, 13 Folgen)
- 1953–1955: My Favorite Husband (Fernsehserie, 95 Folgen)
- 1954: Casino Royale (Fernsehfilm)
- 1956: The First Traveling Saleslady
- 1959: Hudson’s Bay (Fernsehserie, 33 Folgen)
- 1963: Meine geschiedene Frau (Mary, Mary)
- 1964: Twilight Zone (The Twilight Zone, Fernsehserie, Folge Stopover in a Quiet Town)
- 1967: Das Mörder Syndikat (The Borgia Stick, Fernsehfilm)
- 1970: Airport
- 1972: Peter und Tillie (Pete ’n’ Tillie)
- 1977: Washington: Hinter verschlossenen Türen (Washington: Behind Closed Doors, Fernseh-Miniserie)
- 1978: Greatest Heroes of the Bible (Miniserie)
- 1980: Shining (The Shining)
- 1981: Dallas (Fernsehserie, drei Folgen)
- 1982: Magnum (Magnum, p.i., Fernsehserie, eine Folge)
- 1986: Mord ist ihr Hobby (Murder, She Wrote, Fernsehserie, eine Folge)
- 1990: Monsters (Fernsehserie, eine Folge)

## Auszeichnungen
Nelson wurde für seine Darstellung des Dan Connors in The Act (1977 mit Liza Minnelli) in der Kategorie „Best Actor in a Musical“ für einen Tony Award nominiert.